# Olmo & Friends
(dal booklet del CD, riguardo alla traccia 8)
Olmo & Friends è un album pubblicato il 7 dicembre 2001 e prodotto da RTI Music.

## Il disco
L'album nasce con l'intento, dei comici di Mai dire..., di aiutare Emergency di Gino Strada a realizzare strutture ospedaliere e mediche ed aiutare i medici in Afghanistan dopo la partecipazione dell'Italia all'intervento militare della NATO.  L'interprete Fabio De Luigi, l'autore Savino Cesario e tutti i comici che hanno partecipato hanno devoluto il 100% delle royalties discografiche al progetto di Gino Strada. Anche l'editore RTI Music ha deciso di devolvere il 50% dei propri diritti a favore di Emergency.
Con l'organizzazione della Gialappa's Band sono stati raccolti tutti i brani eseguiti da Olmo, personaggio interpretato da Fabio De Luigi, taluni in più versioni (registrazioni live in studio, pop, karaoke, remix) ascoltati nelle edizioni di Mai dire Gol e Mai dire Grande Fratello del 2001.
Richiamandosi alla tradizione del Pavarotti and Friends, l'album comprende alcuni pezzi cantati da Maurizio Crozza (allora imitatore di Arrigo Sacchi) con gli Elio e le Storie Tese e uno con la partecipazione di Paola Cortellesi nel ruolo di Vanette.
Le musiche contenute nell'album sono scritte da Savino Cesario. Le realizzazioni in studio sono state effettuate presso lo Studio Pickaboo di Milano, gli arrangiamenti sono di Savino Cesario e Chicco Santulli, la programmazione è di Chicco Santulli. Tutte le voci e vocals femminili sono state eseguiti dalla cantante australiana Gisella Cozzo. Fonico di sala Leo Di Lenge e fonico di missaggio Franco "Cufonico" Cufone.
Il CD ebbe un notevole successo di vendite, arrivando alla curiosa situazione di gareggiare con i Pink Floyd per la vetta della classifica.

## Tracce
1. Piccolo fiore bugiardo (Pop Version) - Olmo - 3:44 (S. Cesario, A. Aguzzi)
2. C'è simpatia - Olmo - 4:32 (S. Cesario, F. De Luigi)
3. Sei il mio cucù (Studio Version) - Olmo - 5:15 (S. Cesario)
4. Dimmi cosa pensi di me - Olmo e Vanette - 2:41 (S. Cesario)
5. Non vuole un fratello - Olmo - 2:23 (S. Cesario)
6. Fratello Fever - Olmo - 4:22 (S. Cesario)
7. Piccolo fiore bugiardo (alla vecchia) - Olmo - 4:32 (S. Cesario)
8. Gialappa's per vooi (parlato) - Gialappa's Band - 0:45
9. Il ballo dell'umiltè (Live Version) - Maurizio Crozza e Elio e le Storie Tese - 1:48 (S. Cesario, M. Crozza)
10. Non voglio fare il militare (Live Version) - Maurizio Crozza e Elio e le Storie Tese - 2:16 (M. Crozza, S. Belisari, S. Conforti)
11. Sei il mio cucù (Live Version) - Olmo e Elio e le Storie Tese - 3:00 (S. Cesario)
12. Dimmi cosa pensi di me (Remix) - Olmo e Vanette (Paola Cortellesi) - 3:19
13. C'è simpatia (Karaoke Version) - 4:32
14. Fiore bugiardo (Karaoke Version) - 3:44
15. Sei il mio cucù (Karaoke Version) - 5:15

## Musicisti
- Savino Cesario
- Antonello Aguzzi
- Chicco Santulli
- Franco Cufone
- Gisella Cozzo
- Leopoldino Di Lenge
- Carlo Taranto
- Giorgio Gherarducci
- Claudio Pascoli
- Andrea Tofanelli
- Elio e le Storie Tese

## Classifiche

### Classifiche settimanali
| Classifica (2001) | Posizione massima |
| ----------------- | ----------------- |
| Italia            | 2                 |

### Classifiche di fine anno
| Classifica (2001) | Posizione |
| ----------------- | --------- |
| Italia            | 42        |
| Classifica (2002) | Posizione |
| Italia            | 45        |